# Valmala, Busca
Valmala är en ort och frazione i kommunen Busca i provinsen Cuneo i regionen Piemonte i Italien. 
Valmala upphörde som kommun den 1 januari 2019 och uppgick i kommunen Busca. Den tidigare kommunen hade 50 invånare (2018).